# Leo Bersani
Leo Bersani (ur. 16 kwietnia 1931, zm. 20 lutego 2022) – teoretyk literacki i profesor emerytowany literatury francuskiej Uniwersytetu Kalifornijskiego w Berkeley. W 1982 roku został zaproszony przez Michela Foucaulta na cztery konferencje naukowe w Collège de France. Poza literaturą francuską zajmuje się także psychoanalizą, teorią queer, malarstwem oraz sztuką filmową. Jest homoseksualny.